# Джебалия (лагерь беженцев)
Лагерь беженцев Джебалия (араб. مخيّم جباليا‎) — палестинский лагерь беженцев, расположенный в трех километрах к северу от Джебалии. Лагерь беженцев находится в Северной Газе, Сектор Газа. Согласно палестинскому Центральному Бюро Статистики, в лагере в середине 2006 проживало 93455 человек.
На 30 июня 2002 лагерь имел зарегистрированное население в 103646 жителей, расположен в северном конце сектора Газа, близко к израильской границе и деревне с тем же самым названием. Лагерь занимает территорию всего 1,4 км² — это одно из наиболее плотно населённых мест на земле. Первая Интифада в декабре 1987 началась именно в Джебалии. Тогда лагерь печально прославился на весь мир, так как был местом большого количества насилия во время израильско-палестинского конфликта. Его также считают главной цитаделью движения ХАМАС.

## Источник
1. ^ Projected Mid -Year Population for Gaza Governorate by Locality 2004—2006 Palestinian Central Bureau of Statistics